# Port lotniczy Ejlat
Port lotniczy Ejlat (hebr. נמל התעופה אילת, Namal HaTe'ufa Ejlat) (IATA: ETH, ICAO: LLET) – port lotniczy położony w centrum miasta Ejlat na południowym krańcu pustyni Negew, w Izraelu. Jest nazywane Portem Lotniczym J. Hozmana.
Obsługiwał w większości krajowe loty do Tel Awiwu i Hajfy. Z lotów międzynarodowych lądowały tu tylko te samoloty, które mogły korzystać z krótkiego pasa startowego. Inne samoloty musiały korzystać z pobliskiego Międzynarodowego Portu Lotniczego Owda (zastąpionego w 2019 przez lotnisko Ramon).

## Historia
Lotnisko w Ejlacie zostało wybudowane w 1949 przez Siły Obronne Izraela. Od samego początku swojego istnienia, lotnisko dążyło do ustanowienia stałych połączeń krajowych z Tel Awiwem i Hajfą. Od grudnia 1950 z Ejlatu operował największy krajowy przewoźnik lotniczy Arkia Israeli Airlines.
W 1964 przeprowadzone prace budowlane przedłużając pas lotniska do 1500 m i wybudowano terminal pasażerski. W 1969 pas lotniska wydłużono do 1900 m.
W 1975 lotnisko po raz pierwszy przyciągnęło skandynawskie linie lotnicze Sterling Airlines, za którymi podążyły inne europejskie linie otwierając połączenia z Ejlatem. Jednakże ograniczona wielkość lotniska zmusiła operatorów do korzystania z pobliskiego Międzynarodowego Portu Lotniczego Owda. Największymi maszynami lądującymi w Ejlacie były samoloty Boeing 757.
W 2019 roku lotnisko zostało zamknięte i zastąpione przez nowy port lotniczy Ramon, który jest oddalony 18 km od centrum Ejlatu.

## Linie lotnicze i połączenia
W związku z zamknięciem lotniska dla ruchu pasażerskiego, od 2019 nie odbywają się loty rozkładowe.

## Komunikacja
Przy porcie lotniczym krzyżują się droga ekspresowa nr 90  (Taba-Metulla) z drogą ekspresową nr 12  (Ne’ot Semadar-Ejlat).